# Straßenbahn Osaka

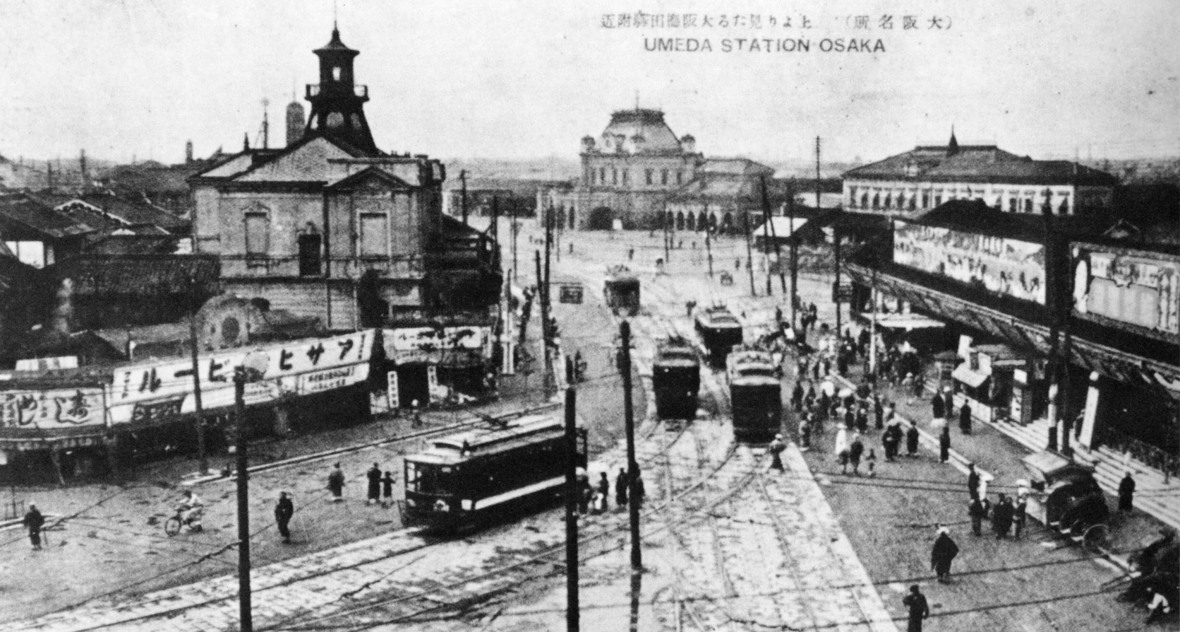
Bahnhof Osaka/Umeda in den 1910er-Jahren

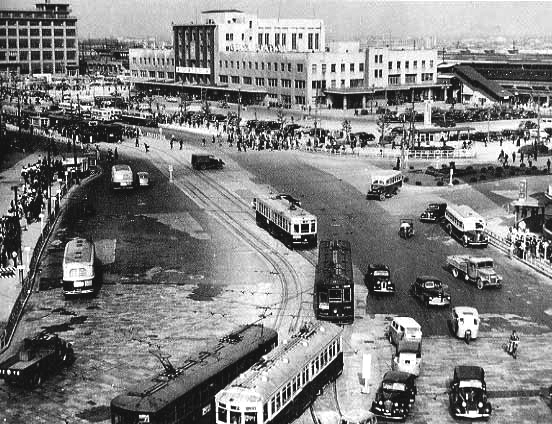
Der Bahnhof in der Nachkriegszeit

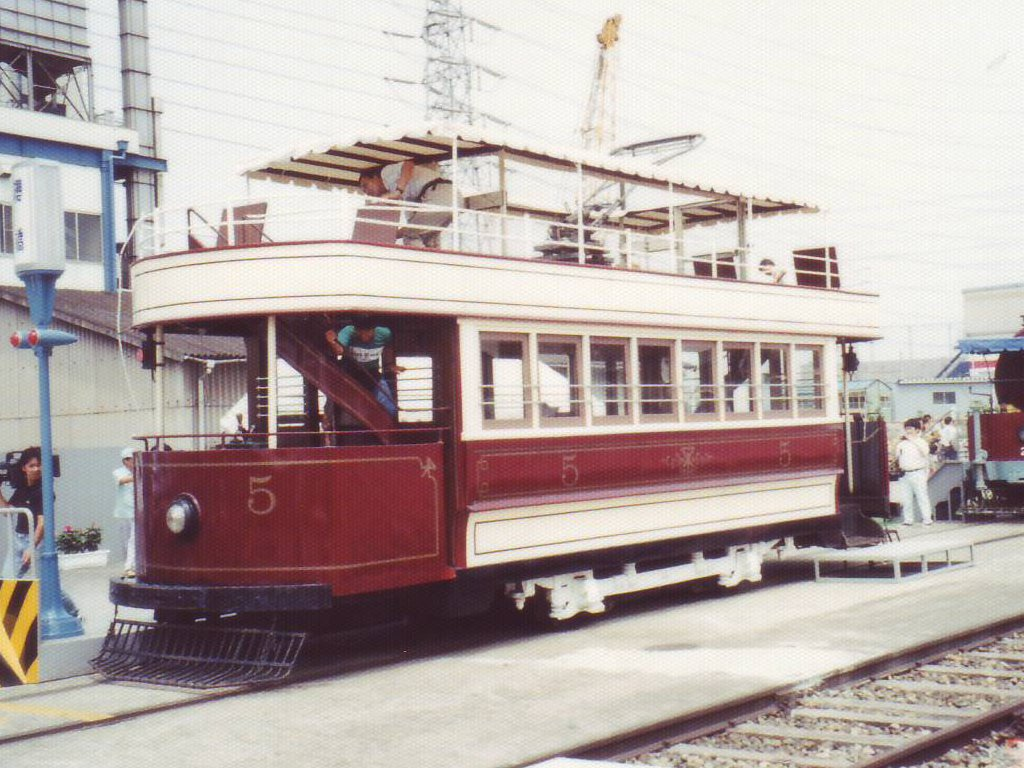
Nachbau eines Doppelstockwagens 1993; im Original mit Stangenstromabnehmern an den Wagenenden

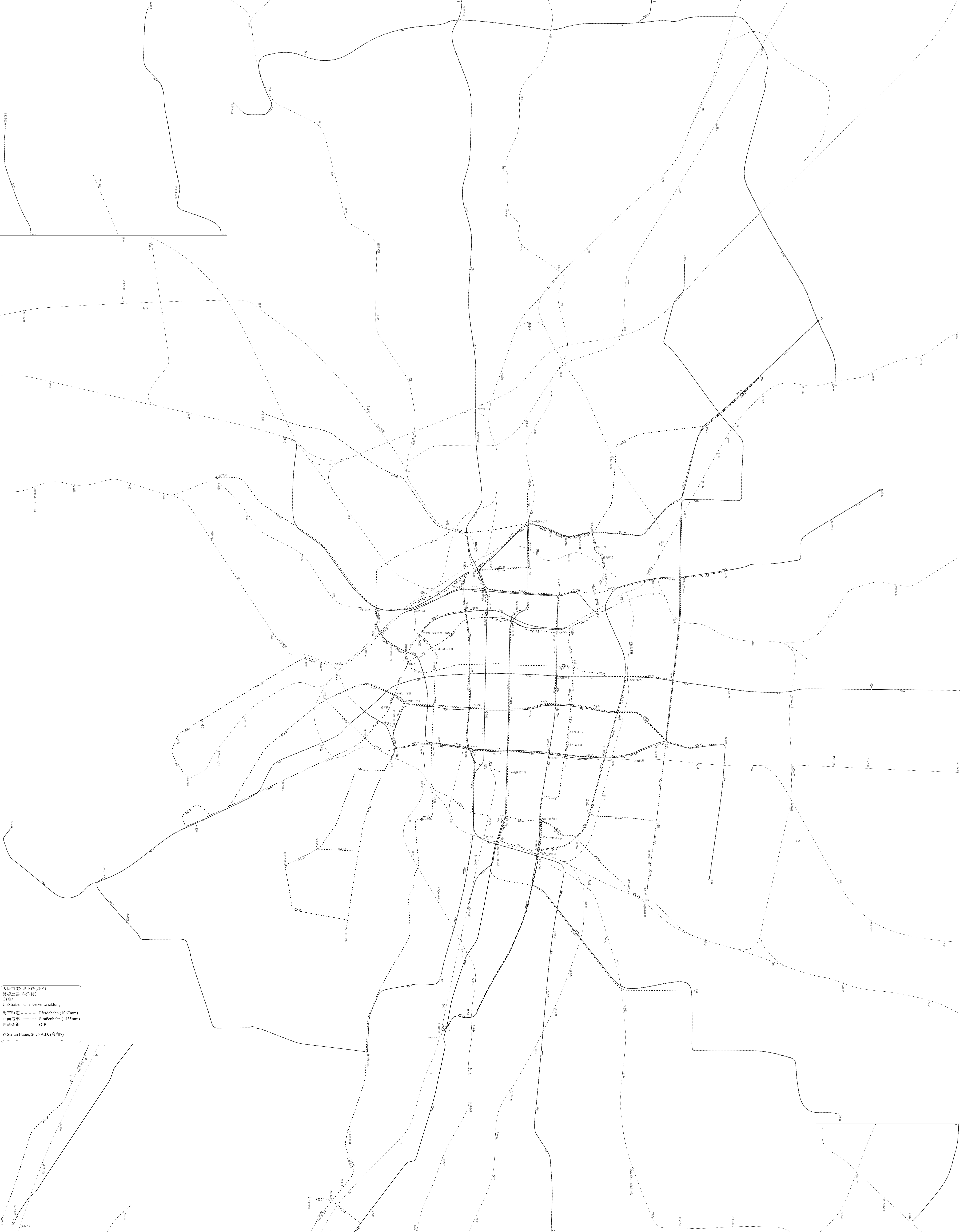
Netzentwicklung (durchgezogen = Bestand, unterbrochen/punktiert = stillgelegt)

Die Straßenbahn Osaka, bzw. Städtische Straßenbahn Osaka (jap. 大阪市電, Ōsaka-shiden) war das Straßenbahnnetz der Stadt Osaka auf der Insel Honshū in Japan.
Es wurde ab 1903 durch das städtische Verkehrsamt (大阪市交通局, Ōsaka-shi Kōtsū-kyoku) eröffnet. Nach stetem Netzausbau bis in die Nachkriegszeit wurde der Betrieb bis 1969 schrittweise eingestellt.
Als erster kommunaler Verkehrsbetrieb (und zweiter in Normalspur ausgeführter Bahnbetrieb) des Landes eröffnete die Stadt 1903 anlässlich der 5. Landes-Industrieausstellung (allerdings erst nach deren Ende) ihre erste Linie auf 5 km Länge von der Hanazono-bashi (花園橋) am Innenstadtrand zum gerade erst neu errichteten Hafen am Tenpōzan (天保山); sie bildete die erste Ausbaustufe des Netzes.
Mit der zweiten Ausbaustufe wurde 1908–1910 das Netz um zusätzliche 11 km auf Nord-Süd- und Ost-West-Strecken durch die Innenstadt erweitert. Parallel dazu wurde 1909 bereits die dritte Ausbaustufe in Angriff genommen, nach deren Abschluss 1916 weitere über 43 km fertiggestellt werden konnten. In der Folge begann man auch mit der Errichtung einzelner Strecken nach Bedarf ohne übergeordnete Planungsprogramme und mit der Übernahme einzelner Privatbahnstrecken.
1932 kam die vierte und damit letzte großangelegte Ausbaustufe zum Abschluss und erweiterte das Netz um mehr als 25 km.
Die Grundstruktur des Netzes mit schachbrettartigen Streckenführungen in der gesamten Innenstadt und teils weit in die Vororte reichenden Außenstrecken war damit vollständig. Ergänzt wurde es seit 1933 durch die erste Linie der städtischen U-Bahn Osaka.
Die Wagen trugen stets eine charakteristische rotbraune Lackierung; eine Besonderheit des Betriebes waren die in der Anfangszeit eingesetzten Doppelstockwagen.
1944 erwarb die Stadt ferner die separate Strecke der (alten) Hankai-Dentetsu (阪堺電鉄) von Ashihara-bashi (芦原橋) nach Hamadera (浜寺), womit das Netz seine größte Ausdehnung mit knapp 118 km Länge erhielt; schon im Folgejahr musste sie wegen Kriegsschäden verkürzt werden. Weitere Kriegszerstörungen sorgten trotz bald nach Kriegsende wiederaufgenommenem Streckenausbau für eine Stagnation der Netzgröße. So wurden z. B. im Bereich Tanimachi (谷町) und Nakanoshima (中之島) Trassen nur teilweise wiedererrichtet. Der bald neu auflebende Ausbau des U-Bahnnetzes und die Einrichtung eines O-Busbetriebs 1953 sorgten ab 1960 für ein beständiges Schrumpfen, nachdem erst 1957 die letzte Neubaustrecke nach Midori-bashi (緑橋) fertiggestellt wurde. Zudem erging aufgrund der neuen Verkehrspolitik 1966 ein Stadtratsbeschluss, den Straßenbahnbetrieb bis 1968 stillzulegen.
Nach konsequenter Aufgabe fast aller Strecken verblieben bis Anfang 1969 nur noch diejenigen nach Moriguchi (守口) und Imazato–Tamaebashi (今里〜玉船橋). Obwohl sich der Prozess um mehrere Monate verzögerte, kam es nun unweigerlich zur Betriebseinstellung – am 31. März 1969 rückte der letzte Wagen ein.
Auch der zwischenzeitlich über 38 km umfassende O-Busbetrieb wurde zum 15. Juni 1970 eingestellt.
Die Verkehrsleistungen übernahmen neben den mittlerweile acht U-Bahnlinien Busse und einzelne Eisenbahnverlängerungen. Es verblieben danach nur noch einzelne Straßenbahnlinien privater Gesellschaften außerhalb der Innenstadt.
Mitunter angedachte Wiederaufnahmen eines innerstädtischen Betriebes kamen bisher nicht über das Diskussionsstadium hinaus.
Das Verkehrsamt besitzt ein Museum mit originalen Straßenbahnfahrzeugen ohne reguläre Öffnungszeiten (Eventbetrieb).